# La venta del paraíso
La venta del paraíso es una película dirigida por el director español Emilio Ruiz Barrachina, basada en su novela homónima publicada en 2006, y protagonizada por Ana Claudia Talancón, William Miller, Carlos Iglesias, Juanjo Puigcorbé y María Garralón. La venta del paraíso se estrenará en España en octubre de 2012.

## Argumento
La venta del paraíso aborda, en clave de comedia, el drama de muchos inmigrantes que llegaron a España creyendo que habían encontrado el paraíso y que, sin embargo, han terminado por darse cuenta de que lo prometido no era tal. Enfrentados a unas circunstancias en muchos casos extremas, algunos toman la difícil decisión de regresar a su tierra, pero se encuentran con que no tienen el modo de hacerlo.

## Sinopsis
Aura María (Ana Claudia Talancón), joven mexicana con un oculto y conflictivo pasado, consigue una oferta mediante la cual puede viajar a España provista de un apetecible contrato de trabajo y estadía asegurada en Madrid.
La madre de Aura María, para financiar el viaje, además de al banco ha solicitado la ayuda de una familia con fama de mafiosos. La familia le pide, a cambio de su apoyo, que lleve a España un pequeño cofre envuelto en papel periódico.
En el aeropuerto ella descubre que el contenido del paquete es cocaína y lo tira por el inodoro. Tras un viaje infernal llega a Barajas y una señora vestida de negro la recibe entre lágrimas agradeciéndole que le haya llevado las cenizas de su hijo. Ya en Madrid descubre que el contrato de trabajo, la estancia, incluso el billete de regreso, son falsos. Se desmorona su mundo, su ideal de futuro, y queda enfrentada a un pasado repleto de dolor y mentiras.
El Paisa (Carlos Iglesias), un personaje que anda vendiendo todo tipo de mercancías por hoteles y prostíbulos del centro de la capital consigue alojarla en la pensión de doña Pura (María Garralón), una especie de alma caritativa que acoge a gente con todo tipo de problemas y que ha montado un servicio de líneas eróticas para el mantenimiento de la pensión y sus ocupantes.
En realidad, la pensión es un mundo en sí mismo y a la vez el lugar del que Aura María hace su refugio, contrastado siempre con la cruda realidad del exterior. Allí se topa con el resto de personajes: Oswaldo (William Miller), el coprotagonista, argentino y director de orquesta obsesionado con la Obertura 1812 de Tchaikovsky; Olivetti (Juanjo Puigcorbé), un travesti que al quedar viudo decidió vestirse de mujer para no enamorarse de nadie más; o el hijo de la patrona, Andrés, muerto hace años en un accidente de tráfico. Pero es que en la pensión conviven vivos y muertos sin que sepamos hasta el final a qué mundo pertenece cada cual.
El Paisa, gracias a Olivetti, averigua el método para que todos los inmigrantes que, como Aura María, quieren regresar a su país pero no pueden, puedan hacerlo.
Oswaldo, ayudado por la gente de la pensión y la propia Aura María, consigue dirigir su concierto en el Teatro de la Ópera. Mientras lo hace descubrimos la realidad de cada personaje.

## Reparto
- Ana Claudia Talancón (Cancún, México - 1980) es Aura María.
- William Miller (Windsor, Inglaterra - 1978) es Oswaldo.
- Carlos Iglesias (Madrid, España - 1955) es El Paisa.
- Juanjo Puigcorbé (Barcelona, España - 1955) es Olivetti.
- María Garralón (Madrid, España - 1953) es Doña Pura.

Con la colaboración especial de:
- Txema Blasco (Vitoria, España - 1941).
- Saturnino García (León, España - 1935).
- Mariví Bilbao (Bilbao, España - 1930).
- Terele Pávez
- Gemma Cuervo
- Concha Velasco
- Ariadna Gil
- Aitana Sánchez Gijón
- Javier Collado
- Sarita Montes, que hace su debut en la Gran Pantalla.
- Teresa Alghisi, que interpreta a la "chica gótica", debutando con este personaje en la gran pantalla.